# Алас-і-Серк
Ала́с-і-Серк (кат. Alàs i Cerc) — муніципалітет, розташований в Автономній області Каталонія, в Іспанії. Знаходиться у районі (кумарці) Алт-Уржель провінції Лєйда, згідно з новою адміністративною реформою перебуватиме у складі Баґарії (округи) Ал Пірінеу і Аран.

## Населення
Населення міста (у 2007 р.) становить 396 осіб (з них менше 14 років — 11,1%, від 15 до 64 — 63,9%, понад 65 років — 25%). У 2006 р. народжуваність склала 2 особи, смертність — 3 особи, зареєстровано 1 шлюб. У 2001 р. активне населення становило 197 осіб, з них безробітних — 7 осіб.

Серед осіб, які проживали на території міста у 2001 р., 342 народилися в Каталонії (з них 280 осіб у тому самому районі, або кумарці), 45 осіб приїхало з інших областей Іспанії, а 13 осіб приїхало з-за кордону. 

Університетську освіту має 10,5% усього населення. 

У 2001 р. нараховувалося 141 домогосподарство (з них 27% складалися з однієї особи, 21,3% з двох осіб,20,6% з 3 осіб, 12,8% з 4 осіб, 12,1% з 5 осіб, 4,3% з 6 осіб, 1,4% з 7 осіб, 0,7% з 8 осіб і 0% з 9 і більше осіб).

Активне населення міста у 2001 р. працювало у таких сферах діяльності : у сільському господарстві — 15,8%, у промисловості — 8,4%, на будівництві — 13,7% і у сфері обслуговування — 62,1%. 

 У муніципалітеті або у власному районі (кумарці) працює 60 осіб, поза районом — 146 осіб.

### Безробіття
У 2007 р. нараховувалося 1 безробітний (у 2006 р. — 4 безробітних), з них чоловіки становили 0%, а жінки — 100%.

## Економіка

### Підприємства міста

#### Промислові підприємства
| \| Промислові підприємства міста, за сферою діяльності \| Промислові підприємства міста, за сферою діяльності \| Промислові підприємства міста, за сферою діяльності \| \| Рік \| 2002 р. \| 2001 р. \| \| --------------------------------------------------- \| --------------------------------------------------- \| --------------------------------------------------- \| \| Енергетичні та водні ресурси \| 0% \| 0% \| \| Хімія та метали \| 50% \| 50% \| \| Переробка металів \| 50% \| 50% \| \| Продукти харчування \| 0% \| 0% \| \| Текстиль \| 0% \| 0% \| \| Виробництво меблів, видання \| 0% \| 0% \| \| Інше \| 0% \| 0% \| \| Усього підприємств \| 2 \| 2 \| |         |         |
| Промислові підприємства міста, за сферою діяльності |         |         |
| Рік | 2002 р. | 2001 р. |
| Енергетичні та водні ресурси | 0%      | 0%      |
| Хімія та метали | 50%     | 50%     |
| Переробка металів | 50%     | 50%     |
| Продукти харчування | 0%      | 0%      |
| Текстиль | 0%      | 0%      |
| Виробництво меблів, видання | 0%      | 0%      |
| Інше | 0%      | 0%      |
| Усього підприємств | 2       | 2       |

#### Роздрібна торгівля
| \| Підприємства роздрібної торгівлі міста, за сферою діяльності \| Підприємства роздрібної торгівлі міста, за сферою діяльності \| Підприємства роздрібної торгівлі міста, за сферою діяльності \| \| Рік \| 2002 р. \| 2001 р. \| \| ------------------------------------------------------------ \| ------------------------------------------------------------ \| ------------------------------------------------------------ \| \| Продукти харчування \| 100% \| *% \| \| Одяг та взуття \| 0% \| *% \| \| Товари для дому \| 0% \| *% \| \| Книги та періодичні видання \| 0% \| *% \| \| Промислова хімічна продукція \| 0% \| *% \| \| Продукція, пов'язана з транспортними засобами \| 0% \| *% \| \| Інше \| 0% \| *% \| \| Усього підприємств \| 1 \| 0 \| |         |         |
| Підприємства роздрібної торгівлі міста, за сферою діяльності |         |         |
| Рік | 2002 р. | 2001 р. |
| Продукти харчування | 100%    | *%      |
| Одяг та взуття | 0%      | *%      |
| Товари для дому | 0%      | *%      |
| Книги та періодичні видання | 0%      | *%      |
| Промислова хімічна продукція | 0%      | *%      |
| Продукція, пов'язана з транспортними засобами | 0%      | *%      |
| Інше | 0%      | *%      |
| Усього підприємств | 1       | 0       |

#### Сфера послуг
| \| Підприємства міста, що працюють у сфері послуг, за діяльністю \| Підприємства міста, що працюють у сфері послуг, за діяльністю \| Підприємства міста, що працюють у сфері послуг, за діяльністю \| \| Рік \| 2002 р. \| 2001 р. \| \| ------------------------------------------------------------- \| ------------------------------------------------------------- \| ------------------------------------------------------------- \| \| Гуртова торгівля \| 33,3% \| 33,3% \| \| Готелі та готельний бізнес \| 33,3% \| 33,3% \| \| Транспорт та зв'язок \| 16,7% \| 16,7% \| \| Посередницькі фінансові послуги \| 0% \| 0% \| \| Послуги підприємствам \| 0% \| 0% \| \| Послуги фізичним особам \| 16,7% \| 16,7% \| \| Нерухомість та ін. \| 0% \| 0% \| \| Усього підприємств \| 6 \| 6 \| |         |         |
| Підприємства міста, що працюють у сфері послуг, за діяльністю |         |         |
| Рік | 2002 р. | 2001 р. |
| Гуртова торгівля | 33,3%   | 33,3%   |
| Готелі та готельний бізнес | 33,3%   | 33,3%   |
| Транспорт та зв'язок | 16,7%   | 16,7%   |
| Посередницькі фінансові послуги | 0%      | 0%      |
| Послуги підприємствам | 0%      | 0%      |
| Послуги фізичним особам | 16,7%   | 16,7%   |
| Нерухомість та ін. | 0%      | 0%      |
| Усього підприємств | 6       | 6       |

## Житловий фонд
У 2001 р. 0,7% усіх родин (домогосподарств) мали житло метражем до 59 м2, 18,4% — від 60 до 89 м2, 29,8% — від 90 до 119 м2 і
51,1% — понад 120 м2.

З усіх будівель у 2001 р. 17,8% було одноповерховими, 70,2% — двоповерховими, 11,7
% — триповерховими, 0,3% — чотириповерховими, 0% — п'ятиповерховими, 0% — шестиповерховими,
0% — семиповерховими, 0% — з вісьмома та більше поверхами.

## Автопарк
| \| Автомобілі, зареєстровані у місті, за призначенням \| Автомобілі, зареєстровані у місті, за призначенням \| Автомобілі, зареєстровані у місті, за призначенням \| \| Рік \| 2006 р. \| 2005 р. \| \| -------------------------------------------------- \| -------------------------------------------------- \| -------------------------------------------------- \| \| Приватні автомобілі \| 63,6% \| 63,9% \| \| Мотоцикли \| 5,2% \| 4,8% \| \| Вантажівки \| 24% \| 24,3% \| \| Трактори \| 1,2% \| 1,5% \| \| Автобуси та ін. \| 5,9% \| 5,5% \| \| Усього автомобілів \| 404 шт. \| 399 шт. \| |         |         |
| Автомобілі, зареєстровані у місті, за призначенням |         |         |
| Рік | 2006 р. | 2005 р. |
| Приватні автомобілі | 63,6%   | 63,9%   |
| Мотоцикли | 5,2%    | 4,8%    |
| Вантажівки | 24%     | 24,3%   |
| Трактори | 1,2%    | 1,5%    |
| Автобуси та ін. | 5,9%    | 5,5%    |
| Усього автомобілів | 404 шт. | 399 шт. |

## Вживання каталанської мови
У 2001 р. каталанську мову у місті розуміли 98,5% усього населення (у 1996 р. — 98,3%), вміли говорити нею 92,9% (у 1996 р. — 
92,4%), вміли читати 59,3% (у 1996 р. — 59,1%), вміли писати 35,9
% (у 1996 р. — 30,4%). Не розуміли каталанської мови 1,5%.

## Політичні уподобання
У виборах до Парламенту Каталонії у 2006 р. взяло участь 228 осіб (у 2003 р. — 247 осіб). Голоси за політичні сили розподілилися таким чином:
| \| Вибори до Парламенту Каталонії \| Вибори до Парламенту Каталонії \| Вибори до Парламенту Каталонії \| \| Рік \| 2006 р. \| 2003 р. \| \| -------------------------------------- \| ------------------------------ \| ------------------------------ \| \| Конвергенція та Єднання (CiU) \| 57% \| 58,7% \| \| Соціалістична партія Каталонії (PSC) \| 16,2% \| 12,6% \| \| Народна партія (PP) \| 1,3% \| 3,2% \| \| Ініціатива за зелену Каталонію (IC) \| 7,9% \| 4,9% \| \| Республіканська лівиця Каталонії (ERC) \| 16,2% \| 20,6% \| \| Громадянська партія (C's) \| 0,4% \| 0% \| \| Інші \| 0,9% \| 0% \| |         |         |
| Вибори до Парламенту Каталонії |         |         |
| Рік | 2006 р. | 2003 р. |
| Конвергенція та Єднання (CiU) | 57%     | 58,7%   |
| Соціалістична партія Каталонії (PSC) | 16,2%   | 12,6%   |
| Народна партія (PP) | 1,3%    | 3,2%    |
| Ініціатива за зелену Каталонію (IC) | 7,9%    | 4,9%    |
| Республіканська лівиця Каталонії (ERC) | 16,2%   | 20,6%   |
| Громадянська партія (C's) | 0,4%    | 0%      |
| Інші | 0,9%    | 0%      |

У муніципальних виборах у 2007 р. взяло участь 229 осіб (у 2003 р. — 283 особи). Голоси за політичні сили розподілилися таким чином:
| \| Муніципальні вибори \| Муніципальні вибори \| Муніципальні вибори \| \| Рік \| 2007 р. \| 2003 р. \| \| -------------------------------------- \| ------------------- \| ------------------- \| \| Конвергенція та Єднання (CiU) \| 68,1% \| 51,6% \| \| Соціалістична партія Каталонії (PSC) \| 31,9% \| 39,2% \| \| Народна партія (PP) \| 0% \| 0% \| \| Ініціатива за зелену Каталонію (IC) \| 0% \| 0% \| \| Республіканська лівиця Каталонії (ERC) \| 0% \| 9,2% \| \| Громадянська партія (C's) \| 0% \| 0% \| \| Інші \| 0% \| 0% \| |         |         |
| Муніципальні вибори |         |         |
| Рік | 2007 р. | 2003 р. |
| Конвергенція та Єднання (CiU) | 68,1%   | 51,6%   |
| Соціалістична партія Каталонії (PSC) | 31,9%   | 39,2%   |
| Народна партія (PP) | 0%      | 0%      |
| Ініціатива за зелену Каталонію (IC) | 0%      | 0%      |
| Республіканська лівиця Каталонії (ERC) | 0%      | 9,2%    |
| Громадянська партія (C's) | 0%      | 0%      |
| Інші | 0%      | 0%      |